# Żabi Róg
Żabi Róg (deutsch Horn) ist ein Ort in der polnischen Woiwodschaft Ermland-Masuren. Er gehört zur Gmina Morąg (Landgemeinde Mohrungen) im Powiat Ostródzki (Kreis Osterode in Ostpreußen).

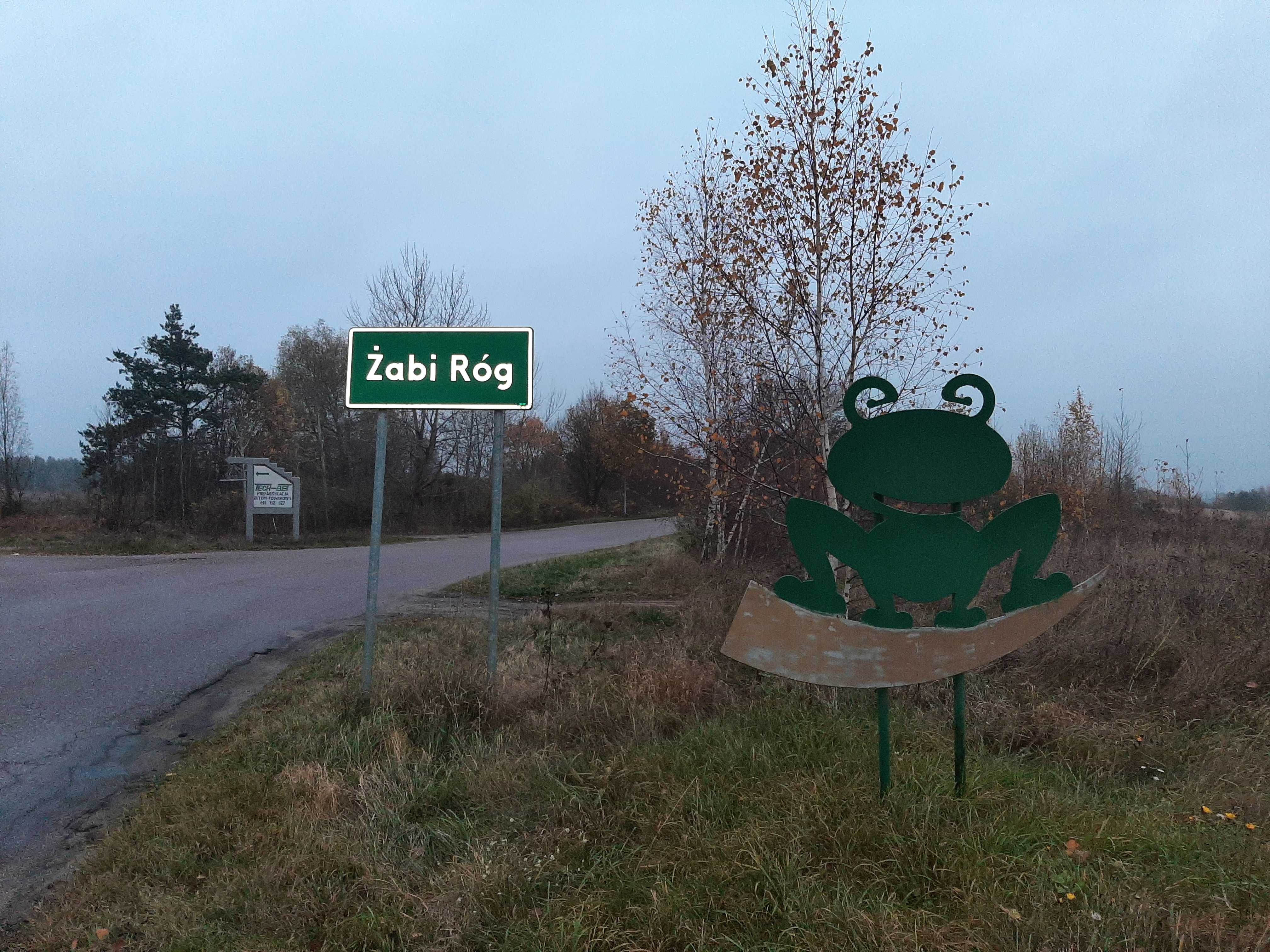
Ortsschild am Ortseingang

## Geographische Lage
Żabi Róg liegt im Oberland in der historischen Region Ostpreußen und befindet sich zudem in der Eylauer Seenplatte. Die Ortschaft liegt heute im Westen der Woiwodschaft Ermland-Masuren und liegt 7 Kilometer südöstlich von der Kreisstadt Morąg (Mohrungen), 21 Kilometer nördlich von Ostróda (Osterode) und 34 Kilometer westlich von der Provinzhauptstadt Olsztyn (Allenstein).

## Geschichte

### Ortsgeschichte
Der Ort wurde im 14. Jahrhundert zur Zeit des Deutschen Ordens gegründet und hieß ursprünglich Goldenhorn/Güldenhorn. Im Jahr 1343 verlieh der oberste Spittler und Komtur von Elbing Siegfried von Sitten einem gewissen Jakob an der Stelle des späteren Dorfes ein Krugprivileg, was vermuten lässt das bereits vor der Ortsgründung Menschen auf diesem Landstrich siedelten.
1353 erfolgte die Gründung des Dorfes Guldindhorn nach Kulmer Recht. Es gehörte in der Ordenszeit zum Kammeramt Mohrungen, welches der Komturei Elbing angehörte. Im Jahr 1420 wurde die Handfeste für Horn über 60 Hufen nach kulmischem Recht erneuert. Für die 6 freien Schulzenhufen sollte Jacob Micke, der zur damaligen Zeit die Herrschaft über das Dorf innehatte, Platendienst leisten.
Im Zuge der Reformation durch Hochmeister Albrecht von Brandenburg-Ansbach wurde 1525 der Deutsche Orden säkularisiert und der Ordensstaat in das Herzogtum Preußen umgewandelt. An die Stelle der Komtureien traten Kreise, der spätere Kreis Mohrungen, zu dem Horn/Goldenhorn gehörte, kam zum Oberländischen Kreis. Mit der Verwaltungsreformen von 1818 im Königreich Preußen entstand mit der „Verordnung wegen verbesserter Einrichtung der Provinzialbehörden“ der Kreis Mohrungen dem Horn von Beginn bis zur Auflösung 1945 angehörte. Mit der Schaffung der Amtsbezirke 1874 wurde Horn Teil des Amtsbezirk Eckersdorf und zählte in diesem Bezirk neben Eckersdorf und Gubitten zu den drei Orten die über eine eigene Schule verfügten.
Nach dem Ende des Zweiten Weltkrieges wurde die deutsche Bevölkerung aus Horn vertrieben, es folgte die Besiedlung des Ortes durch Polen. Der Ort erhielt infolgedessen seinen heutigen polnischen Namen Żabi Róg, was in etwa auf Deutsch übersetzt „Froschhorn“ heißt, und gehört seit 1945 zu Polen.

### Einwohnerzahlen
| Jahr | Anzahl |
| ---- | ------ |
| 1820 | 230    |
| 1885 | 773    |
| 1905 | 782    |
| 1910 | 763    |
| 1933 | 725    |
| 1939 | 777    |

## Kirche

### Evangelisch
Die evangelischen Einwohner von Horn gehörten vor 1945 der evangelisch-lutherischen Gemeinde Eckersdorf an.

### Katholisch
Die katholischen Einwohner von Horn gehörten vor 1945 dem Kirchspiel Mohrungen, St. Joseph an. Die heutige polnische Bevölkerung ist nahezu ausschließlich katholisch und gehört der Pfarrei des Heiligen Antonius von Padua in Florczaki (Eckersdorf) an.

## Verkehr

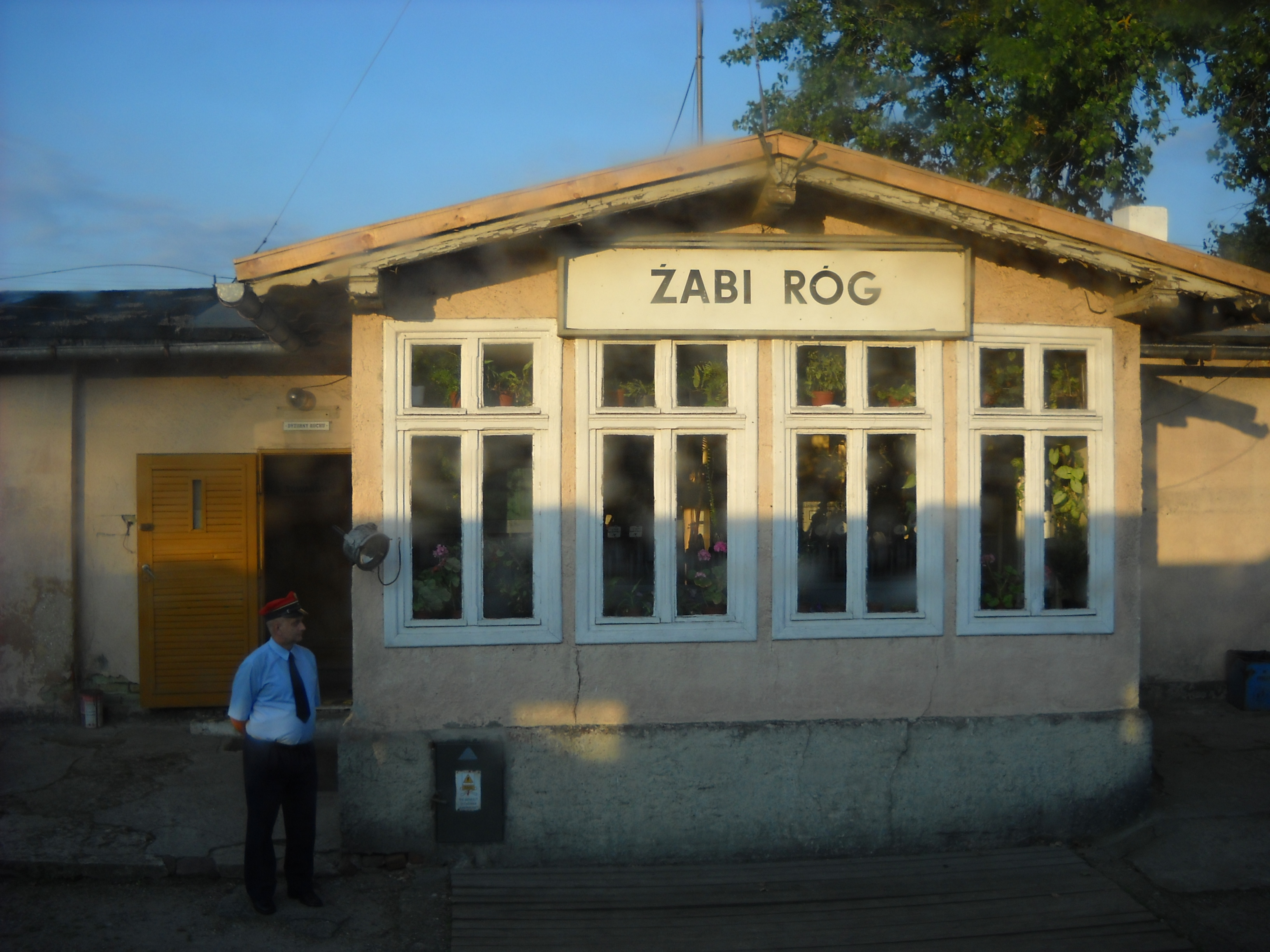
Bahnstation von Żabi Róg

Żabi Róg liegt nördlich am Rande der Droga wojewódzka 527, an der früher die deutsche Reichsstraße 133 verlief. Der Ort verfügt zudem über einen eigenen Bahnhof.